# Bāle
Bāle – stacja kolejowa w pobliżu miejscowości Miegupīte, w gminie Valmiera, na Łotwie. Położona jest na linii Ryga - Valga.
Od grudnia 2019 ruch pasażerski ze stacji jest zawieszony.

## Historia
Stacja powstała prawdopodobnie podczas I wojny światowej na Kolei Pskowsko-Ryskiej.